# Aptandra tubicina
Aptandra tubicina là một loài thực vật có hoa trong họ Olacaceae. Loài này được (Poepp.) Benth. ex Miers mô tả khoa học đầu tiên năm 1859.